# Giuseppe Volpi (nobile)
Giuseppe Volpi (Bitetto, 15 ottobre 1680 – Bari, 28 febbraio 1756) è stato un nobile e letterato italiano della famiglia Volpi (o Vulpis), originaria di Como.

## Biografia[1][2]
Nacque a Bitetto da Girolamo Volpi e Teresa Nicolai, che in seguito si trasferirono a Bari ed entrarono nella nobiltà di quella città. I genitori, desiderosi di fornirgli un'ottima istruzione, lo inviarono su sua richiesta, ancora sedicenne, a Roma dall'abate Cataldo Nicolai, suo zio materno, che era al servizio della corte pontificia. Qui apprese le scienze filosofiche da Gregorio Caloprese e il diritto canonico e civile da Gian Vincenzo Gravina. Nel 1700, all'età di venti anni, divenne Dottore in Legge e strinse amicizia con Antonio Boviero, filosofo romano, Antonio Malagonelli Fiorentino e Alessandro Guidi. Diventato vescovo di Capaccio suo zio Francesco Nicolai, nel 1704 lo seguì nella città campana e qui scrisse, e gli dedicò, la Cronologia de' Vescovi Pestani. Nel 1709 tornò a Bari, dove sposò la nobildonna Prudenza Sagariga Visconti dei Conti di Pondons e dei Dinasti di Loseto. Dopo aver esercitato diverse cariche municipali, morì a Bari il 28 febbraio 1756.

## Opere[1][3]
- Genealogia della famiglia de' Volpi, scritto sotto lo pseudonimo anagrammatico di Giulio Pappese, stampato a Napoli nel 1718 presso la tipografia di Michele Luigi Muzio;
- Cronologia de' Vescovi Pestani detti di Capaccio dall'anno 500 sino al presente, stampata a Napoli nel 1720 da Michele Luigi Muzio. Una seconda edizione dell'opera fu stampata dal tipografo Giovanni Riccio nel 1752, dopo alcune critiche del barone Giuseppe Antonini, che avevano offeso l'onore di suo zio[4];
- Dell'Istoria de' Visconti, e delle principali cose d'Italia avvenute sotto di essi, stampato a Napoli da Felice Carlo Mosca in due parti, la prima nel 1737 dedicata a Carlo III re di Napoli e la seconda nel 1748 dedicata al cardinale Giuseppe Pozzobonelli arcivescovo di Milano; come premessa alla seconda parte è posta la Discendenza della famiglia Volpi di Carlo Nardi, dove è racchiusa la sua biografia.